# Epialtidae
Epialtidae — семейство морских крабов, включающее 89 родов и 452 вида. Известны в ископаемом виде. Карапакс удлиненный, треугольный или клиновидный, иногда с сильно выступающими передними краями на боках. Головотрубка раздвоенная или единая, может быть длинной или короткой. Настоящих глазниц нет, надглазничный карниз слабый, глазные стебельки короткие или отсутствуют, глаза защищены очень длинным рострумом (предглазничным шипом), иногда есть заглазничный шип. 3-й и 4-й сегменты ногочелостей одинаковой ширины. 3-5 пара ходильных ног часто очень короткие по сравнению с 1 и 2 парами.
Обитают на мелководье в трещинах скал, в литоральных ваннах и на водорослях. Окраска бывает желтой, красной, коричневой с красными пятнами, коричневой, черной или оранжевой.

## Подсемейства и роды
На апрель 2024 года в семейство включают следующие подсемейства и роды:
- - Chimaerodinia Richer de Forges, Lee & Ng, 2020
  - Crocydocinus Lee, Richer de Forges & Ng, 2019
- Epialtinae MacLeay, 1838
  - Acanthonyx Latreille, 1828
  - Alfredalcockia Števčić, 2011
  - Antilibinia MacLeay, 1838
  - Cyclonyx Miers, 1879
  - Epialtoides Garth, 1958
  - Epialtus H. Milne Edwards, 1834
  - Eupleurodon Stimpson, 1871
  - Goniothorax A. Milne-Edwards, 1879
  - Griffinia Richer de Forges, 1994
  - Huenia De Haan, 1837
  - Leucippa H. Milne Edwards, 1833
  - Lophorochinia Garth, 1969
  - Menaethiops Alcock, 1895
  - Menaethius H. Milne Edwards, 1834
  - Mocosoa Stimpson, 1871
  - Perinia Dana, 1851
  - Pugettia Dana, 1851
  - Sargassocarcinus Ward, 1936
  - Simocarcinus Miers, 1879
  - Taliepus A. Milne-Edwards, 1878
  - Xenocarcinus White, 1847
  - Minyorhyncha Tavares & Santana, 2018
  - Neophrys Lee, Richer de Forges & Ng, 2019
- Pisinae Dana, 1851
  - Acanthophrys A. Milne-Edwards, 1865
  - Afropisa Muñoz, García-Raso, Gónzalez, Lopes, dos Santos & Cuesta, 2023
  - Anamathia Smith, 1885
  - Apias Rathbun, 1897
  - Apiomithrax Rathbun, 1897
  - Austrolibinia Griffin, 1966
  - Chorilia Dana, 1851
  - Chorinus Latreille, 1825
  - Coelocerus A. Milne-Edwards, 1875
  - Cyclocoeloma Miers, 1880
  - Cyphocarcinus A. Milne-Edwards, 1868
  - Delsolaria Garth, 1973
  - Doclea Leach, 1815
  - Garthinia Richer de Forges & Ng, 2009
  - Giranauria Griffin & Tranter, 1986
  - Goniopugettia Ng, Guinot & Davie, 2008
  - Guinotinia Richer de Forges & Ng, 2009
  - Herbstia H. Milne Edwards, 1834
  - Holoplites Rathbun, 1894
  - Hoplophrys Henderson, 1893
  - Hyastenus White, 1847
  - Lahaina Dana, 1851
  - Laubierinia Richer de Forges & Ng, 2009
  - Lepidonaxia Targioni Tozzetti, 1877
  - Lepteces Rathbun, 1893
  - Leptomaia Griffin & Tranter, 1986
  - Leptopisa Stimpson, 1871
  - Libidoclaea H. Milne Edwards & Lucas, 1842
  - Libinia Leach, 1815
  - Loxorhynchus Stimpson, 1857
  - Lyramaia Griffin & Tranter, 1986
  - Macrocoeloma Miers, 1879
  - Micippoides A. Milne-Edwards, 1873
  - Microlissa Pretzmann, 1961
  - Micropisa Stimpson, 1857
  - Naxioides A. Milne-Edwards, 1865
  - Neodoclea Buitendijk, 1950
  - Nibilia A. Milne-Edwards, 1878
  - Nicoya Wicksten, 1987
  - Notolopas Stimpson, 1871
  - Oplopisa A. Milne-Edwards, 1878
  - Oxypleurodon Miers in Tizard, Moseley, Buchanan & Murray, 1885
  - Paranaxia Rathbun, 1924
  - Pelia Bell, 1836
  - Phalangipus Latreille, 1828
  - Picroceroides Miers, 1886
  - Pisa Leach, 1814
  - Pisoides H. Milne Edwards & Lucas, 1843
  - Pohleus Colavite, Windsor & Santana, 2020
  - Pteromaja Ng & Anker, 2014
  - Rhinocarcinus Richer de Forges & Ng, 2009
  - Rochinia A. Milne-Edwards, 1875
  - Samadinia Ng & Richer de Forges, 2013
  - Scyra Dana, 1851
  - Siderochinia Lee, Richer de Forges & Ng, 2021
  - Solinca Colavite, Windsor & Santana, 2019
  - Sphenocarcinus A. Milne-Edwards, 1875
  - Stegopleurodon Richer de Forges & Ng, 2009
  - Stenocionops Desmarest, 1823
  - Stratiolibinia Tavares & Santana, 2011
  - Thusaenys Griffin & Tranter, 1986
  - Tiarinia Dana, 1851
  - Trachymaia A. Milne-Edwards, 1880
  - Tunepugettia Ng, Komai & Sato, 2017
  - Tylocarcinus Miers, 1879
  - Lissa Leach, 1815 accepted as Pisa Leach, 1814
  - Scyramathia A. Milne-Edwards, 1880
- Tychinae Dana, 1851
  - Criocarcinus H. Milne Edwards, 1834
  - Picrocerus A. Milne-Edwards, 1865
  - Stilbognathus von Martens, 1866
  - Stilbomastax Williams, Shaw & Hopkins, 1977
  - Tyche Bell, 1836